# Oso Kuka

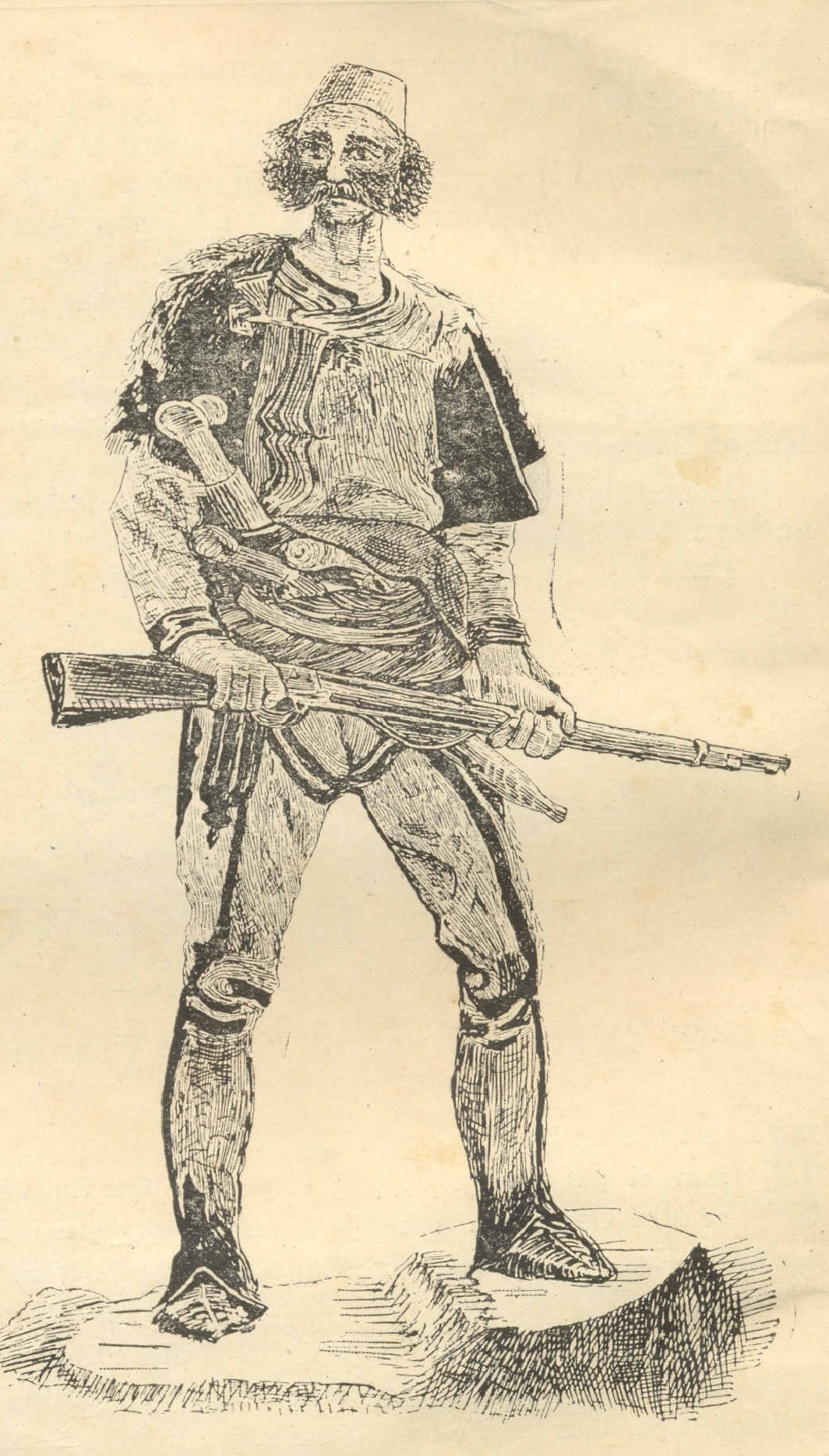
Oso Kuka nach der Zeitschrift Albania von 1901

Osman Bejtullah Kuka genannt Oso Kuka (geboren etwa um 1820 in Shkodra; gestorben 1862) war ein albanischer Grenzkrieger in osmanischen Diensten an der albanisch-montenegrinischen Grenze. Er wurde zu einer Symbolfigur der albanischen Nationalbewegung.

## Leben
Das genaue Geburtsdatum von Oso Kuka ist nicht bekannt. Er soll um das Jahr 1820 herum in Shkodra, im Norden des heutigen Albanien, geboren worden sein.
Oso Kuka traf 1862 an der Spitze einer kleinen Gruppe (çeta) von Grenzkriegern bei Vranjina ein, dessen Festung von einer montenegrinischen Streitmacht belagert wurde, die aus mehreren tausend Angehörigen bestand. Dort angekommen übernahm Oso Kuka mit seinen Kriegern die Verteidigung eines Nebenturmes der Festung. Als die montenegrinischen Truppen den Turm erstürmten, sprengte ihn Oso Kuka und tötete so sich selbst und viele der gegnerischen Soldaten.

## Rezeption
Im bekannten Heldenepos Die Laute des Hochlandes (Lahuta e Malcís) von Gjergj Fishta umfasst der Zyklus des Oso Kuka die ersten fünf Lieder. Dort wird die Geschichte von Oso Kuka so rezipiert, dass dieser ärgerlich über einen Ausspruch des Pascha von Shkodra war, in welchem den Albanern Passivität vorgeworfen wurde, obwohl die Montenegriner die Grenze überschreiten, um Hirten zu töten und Vieh zu stehlen. Darauf ging Oso Kuka zum Pascha und bat um eine Handvoll Männer, um die Grenze zu schützen. Als ein albanischer Schäfer dann von Montenegrinern getötet und beraubt worden war, was dem Gesetz widersprach, rächte Oso Kuka den Schäfer und brachte die Räuber zur Strecke. Der montenegrinische General Djokovic Pera war darüber so erzürnt, dass er 500 Soldaten aussandte, um Oso Kuka und seine Leute zu töten. Nach mehreren Kämpfen wurde Oso Kuka in seinem Turm belagert und eingeschlossen. Als die Lage aussichtslos war und die Montenegriner den Turm stürmten, bestieg Oso Kuka die Spitze des Turmes feuerte auf ein Pulverfass und tötete so sich selbst, seine Leute und die angreifenden Montenegriner.
Die Redewendung Eingeschlossen sein wie Oso Kuka (Me je mbyllur brenda si Oso Kuka) bedeutet im Albanischen, dass man in seine häuslichen Pflichten so eingespannt ist, dass man nur selten dazu kommt, Einladungen anzunehmen und Freundschaften zu pflegen.

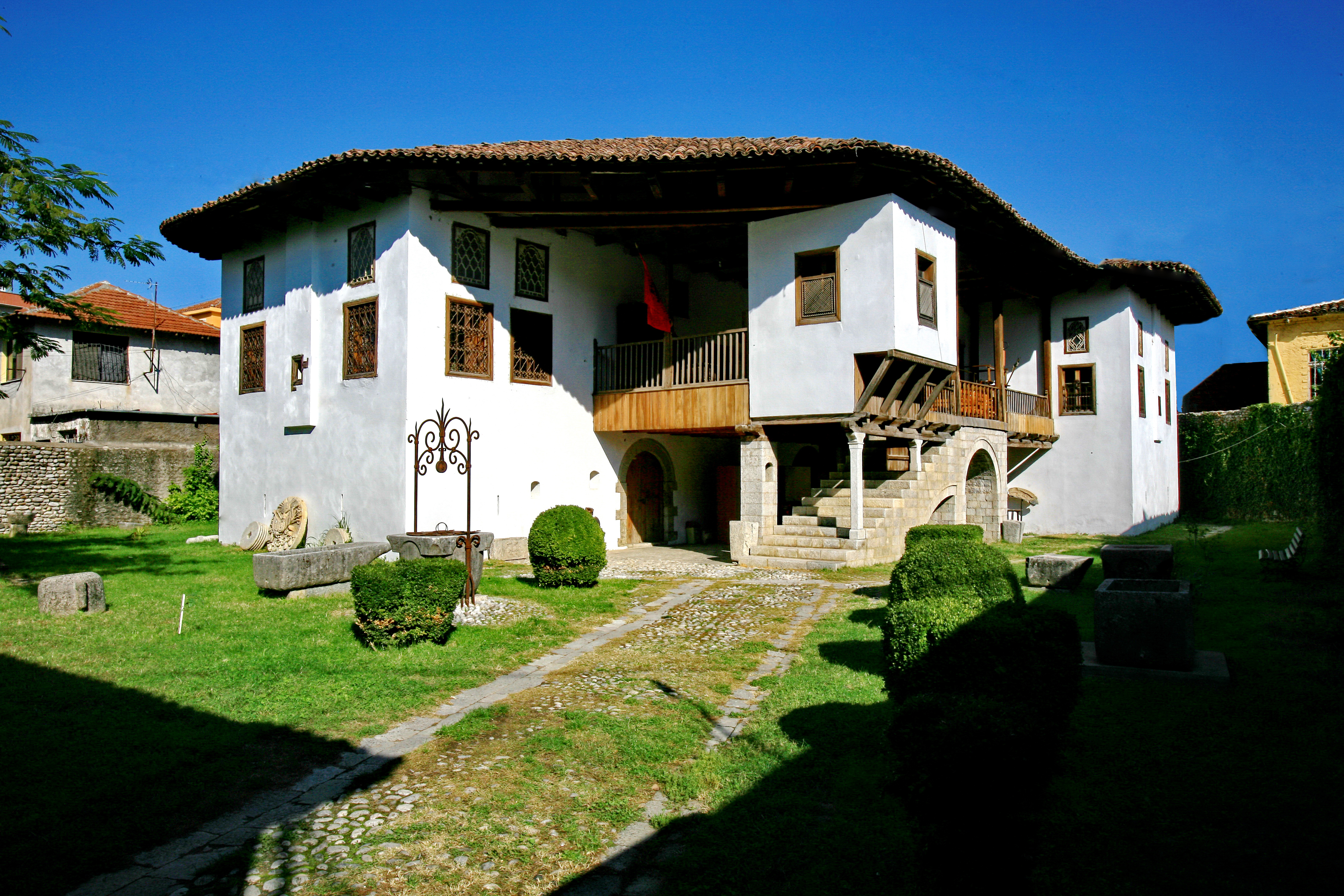
Haus des Oso Kuka – Historisches Museum von Shkodra

Das historische Museum von Shkodra ist im traditionellen, alten Oso-Kuka-Haus untergebracht.